# Kemopetrol

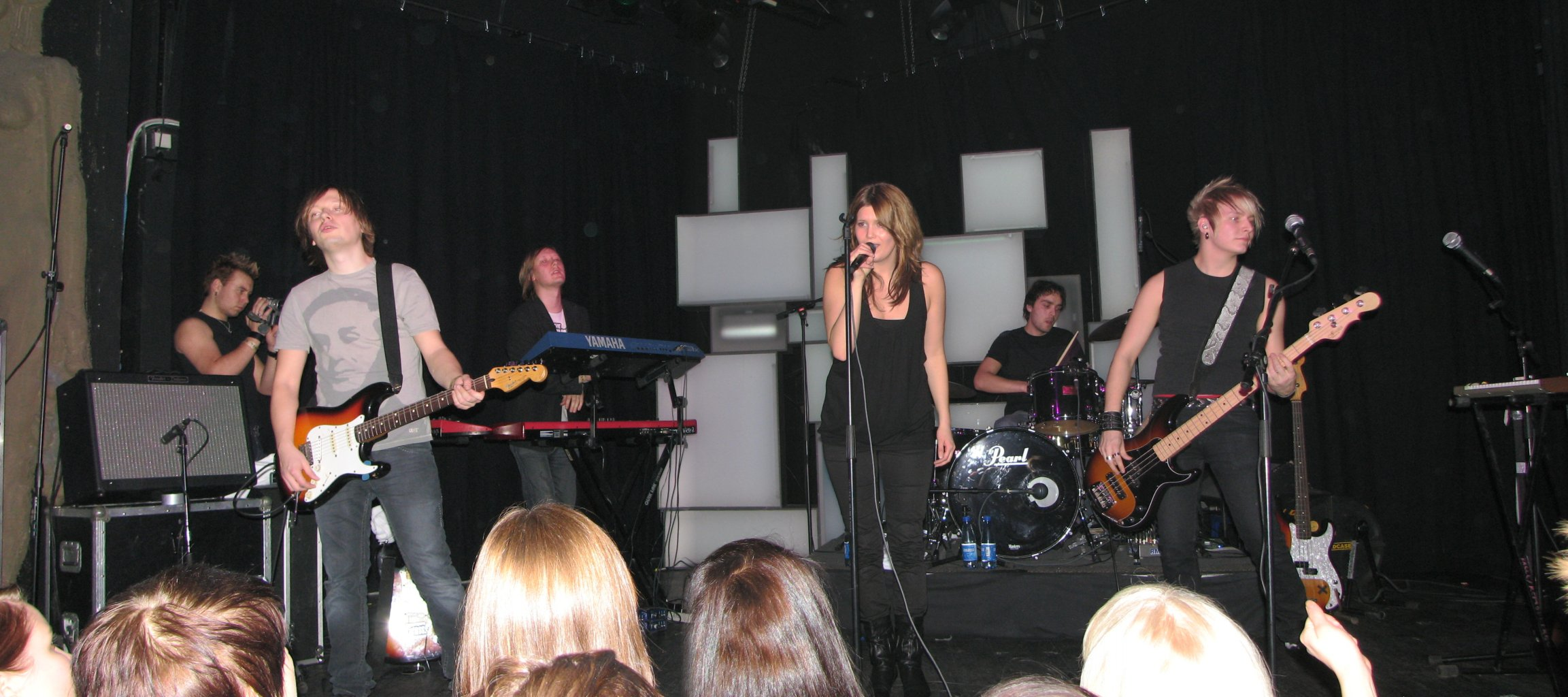
Kemopetrol spelar

Kemopetrol är ett finländskt pop/rock-band.

## Medlemmar
- Laura Närhi (sång)
- Marko Soukka (gitarr)
- Kalle Koivisto (keyboard)
- Teemu Nordman (trummor)
- Kari Myöhänen (bas)

## Diskografi

### Album
- Slowed Down (2000)
- Slowed Down — Special 2CD Edition (2001)
- Everything’s Fine (2002)
- Play For Me (2004)
- Teleport (2006)
- A Song & A Reason (2011)

### Singlar
- Child Is My Name (1999)
- Tomorrow (2000)
- African Air (2000)
- Disbelief (2000)
- Saw It on TV (2002)
- Goodbye (2002)
- My Superstar (2004)
- Planet (2006)
- Already Home (2006)
- Overweight & Underage (2006)
- Changing Lanes (2011)
- I Can See Across the World! (2023)
- Are You Coming Home? (2024)
- Something’s Got to Change (2024)